# Елизаветинка (Орловская область)
Елизаве́тинка — деревня в составе Высокинского сельского поселения Мценского района Орловской области России.

## География
Деревня расположена на левом берегу Зуши в 4 км от сельского административного центра деревни Высокое.

## Описание
Деревня имела название Елисаветинская Слобода. Название получено, скорее всего, от имени владелицы. На противоположном берегу Зуши расположено село Петровское, прежние названия которого Петровка Зуша и Пожогина. В сельце Елизаветиной (Елисаветинская Слобода) находился господский дом владельцев поселения Петровского. Другое название сельца Господский дом Петровка. В 1862 году на средства помещика Николая Карловича Войт была построена каменная церковь во имя св. Дмитрия митрополита Ростовского с двумя приделами. И хотя церковь территориально находилась в Елизаветинке, статус села перешёл к Петровскому. В 1876 году усадьба Елизаветинка была приобретена дворянином Н. М. Горбовым. До наших дней (2016) сохранились полуразрушенные остатки приходской Дмитриевской церкви и здания земской школы, развалины стен господского дома и вековые дубы барского парка.

## Население
| 2010 |
| ---- |
| 20   |

В 1915 году в Елизаветинке имелось 30 крестьянских дворов и 245 жителей.